# Academia Secretorum Naturae

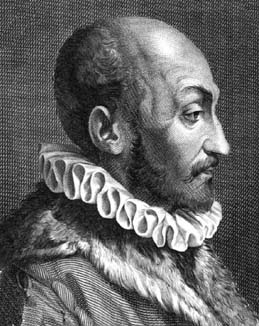
Giambattista della Porta

Academia Secretorum Naturae (ital. Accademia dei Segreti) war die erste oder einer der ersten naturwissenschaftlichen Akademien in Europa.
Gegründet wurde die Akademie im Jahre 1560 in Neapel, von dem italienischen Universalgelehrten Giambattista della Porta. Ursprünglich wollte er anderen Gelehrten seine Ansichten seines Werkes Magia naturalis (1558) näher bringen und die Geheimnisse der Natur erforschen. Bedingung einer Mitgliedschaft war, neue Erkenntnisse oder Ansichten in der Naturwissenschaft zu besitzen bzw. zu vertreten. Einen Zugang oder eine Mitgliedschaft der Akademie ohne Bedingung gab es auch. Die Mitglieder nannten sich selber Otiosi (Müßiggänger oder Männer mit Muße).
Im Laufe der Zeit wohl nach 1570, wann genau ist unbekannt, kam es zu einer kirchlichen Untersuchung durch die Inquisition und Giambattista della Porta wurde von Papst Gregor XIII. nach Rom zitiert um sich einer Anhörung zu unterziehen. Die Akademie wurde im Jahre 1578 auf Anordnung von Papst Gregor XIII.  aufgelöst, da es den Verdacht der Nähe von Magie und Zauberei gab. Persönliche oder kirchliche Konsequenzen für Giambattista della Porta gab es aber nicht. Während der Zeit der Akademie entstand auch sein Werk über Kryptologie mit dem Titel De furtivis literarum notis, das er 1563 veröffentlichte. Auch die Camera obscura wurde in der Zeit weiterentwickelt.